# Пронин, Иван Константинович
Иван Константинович Пронин (1868—1945) — зачинатель стахановского движения в бумажной промышленности.

## Биография
Родился в д. Маслово (позднее слилась с г. Кондрово). С 13 лет работал на Троицкой бумажной фабрике (г. Кондрово): подсобник, листохват, рольщик, накатчик, сушильщик.
С 1893 г. на Кондровской бумажной фабрике: сеточник, бригадир бумагоделательной машины.
В 1935 году, уже в 67-летнем возрасте, придумал, как можно увеличить производительность своей бумагоделательной машины 1908 года выпуска. Рекорд был поставлен в ночь с 26 на 27 сентября 1935 года коллективом бригады изобретателя-рационализатора. В журнале «Бумажная промышленность» приводится выписка из сменного журнала фабрики:

«Бригадой И. К. Пронина при норме 1040 килограммов выработано 1577 килограммов бумаги. Все пять валиков по справке лаборатории — высоковольтная кабельная бумага высокого качества. Обрывов не было».
С целью передачи своего передового опыта работы И. К. Пронин ездил в командировки на Каменский, Балахнинский, Камский, Ново-Лялинский комбинаты и на другие предприятия бумажной промышленности.
Член ВКП(б) с 1938 года. Депутат Верховного Совета СССР первого созыва.

## Награды
- Орден Ленина[3].
- Почётный гражданин г. Кондрово (звание присвоено посмертно).

## Память
В 1983 году Президиум ЦК профсоюза, Министерство целлюлозно-бумажной промышленности, Государственный комитет СССР по лесному хозяйству учредили премию имени И. К. Пронина, которая присуждалась в День работников леса.
Именем И. К. Пронина названа улица Пронина в Кондрово - там, где раньше располагалась его родная деревня Маслово.